# Omstrukturering av kod
Omstrukturering av kod eller refaktorisering/refaktorering (engelska: refactoring) innebär inom programvaruutveckling en stegvis förbättring av kvaliteten på programkod. Syftet är att systematisera koden för att få den enklare och överskådligare, lättare att underhålla och lättare att vidareutveckla.
En viktig detalj med omstruktureringen är att funktionaliteten utåt sett ska vara identisk efteråt, det vill säga beteendet på koden ska inte ha ändrats. Därför bör omstrukturering göras stegvis även vid enkla ändringar.
Eftersom omstrukturering inte tillför något nytt till koden är det ett ganska mekaniskt arbete där det numera[när?] finns verktyg för att automatisera mycket av jobbet. Speciellt inom objektorienterade språk används omstrukturering allt oftare, till exempel för att flytta en metod från en klass till en annan och automatiskt ändra alla ställen i koden där metoden används.